# Escola de negócios

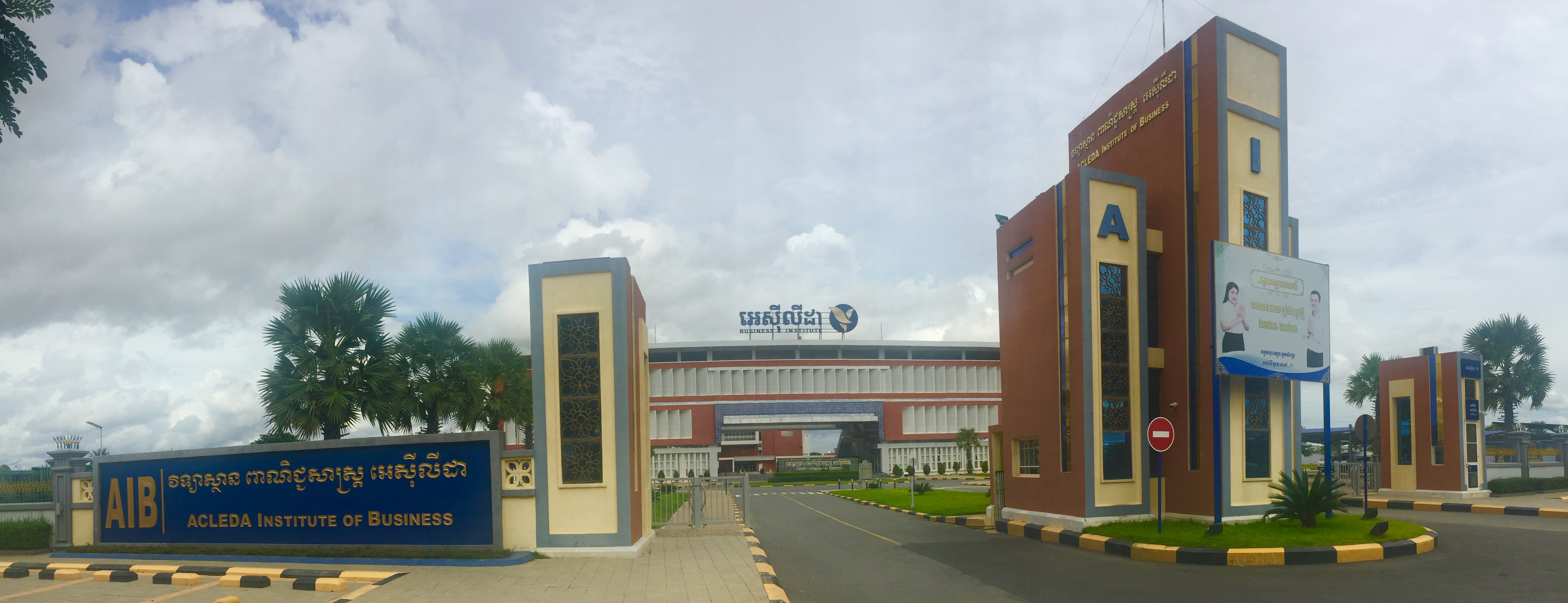
Vista frontal Panorâmica do Campos

Uma escola de negócios é uma instituição de ensino superior, que ensina matérias como administração, contabilidade, economia, recursos humanos, estratégia, finanças e marketing.
A ESCP Business School, criada em 1819 por ordem do J.-B. Say e V. Roux, é a mais velha escola de comércio do mundo. Alguns anos mais tarde, em 1881, foi criada a HEC Paris. Hoje é regularmente classificada como a 1ª escola de negócios europeia.